# "Uh Uh,,,,,," feat. AI / Baby Be Mine
Singles de Suite Chic
Good Life / Just Say So
(2002)
 "Uh Uh,,,,,," feat. AI / Baby Be Mine (écrit : … / baby be mine) est le second single du projet collaboratif temporaire Suite Chic, avec Namie Amuro au chant et divers artistes de la scène hip-hop / RnB japonaise, dont la chanteuse AI sur ce disque.
Le single sort le 5 février 2003 au Japon sur le label Avex Trax, produit à seulement 30 000 exemplaires. Il atteint la 22e place du classement de l'Oricon, et reste classé pendant sept semaines, la totalité des exemplaires produits étant vendus. Les deux chansons du single figureront sur l'album When Pop Hits the Fan qui sort trois semaines plus tard, puis seront remixées sur l'album When Pop Hits the Lab qui sort le mois suivant. En plus de leurs versions instrumentales, le single contient un cinquième titre, une version remixée d'un des titres du précédent single Good Life / Just Say So : Good Life (DJ Kaori Remix) feat. Firstklas, qui figurera également sur l'album de remix.

## Liste des titres
| 1. | "Uh Uh,,,,,," feat. AI                     |  |
| 2. | baby be mine                               |  |
| 3. | "Uh Uh,,,,,," feat. AI (Instrumental)      |  |
| 4. | baby be mine (Instrumental)                |  |
| 5. | GOOD LIFE (DJ KAORI Remix) feat. FIRSTKLAS |  |